# Бивалютная корзина
Бивалю́тная корзи́на — операционный ориентир курсовой политики Банка России, применявшийся с 1 февраля 2005 года по 9 ноября 2014 года. Рублёвая стоимость бивалютной корзины рассчитывается как средневзвешенный курс рубля по отношению к доллару и евро. В момент введения бивалютная корзина складывалась из 0,1 евро и 0,9 доллара США. С 8 февраля 2007 года бивалютная корзина состояла из 0,45 евро и 0,55 доллара США. Стоимость бивалютной корзины складывалась следующим образом: 45% курса евро ЦБ + 55% курса доллара ЦБ = стоимость корзины в рублях.

## История
Первоначально соотношение евро и доллара в бивалютной корзине было установлено как €0,1 и $0,9. В 2005 году ЦБ активно оптимизировал соотношение валют в корзине и всего через полтора месяца, 15 марта, доля евро увеличилась до 0,2, а ещё через два месяца, 16 мая — до 0,3. С 1 августа 2005 года соотношение евро/доллар достигло 0,35/0,65, а с 1 декабря 0,4/0,6. В таком виде корзина просуществовала полтора года, до 7 февраля 2007.
8 февраля 2007 г. ЦБ установил бивалютную корзину из 0,45 евро и 0,55 доллара.

## Коридор колебаний
Управляя курсами, до 14 мая 2008 года, ЦБ вмешивался в торги лишь в крайних случаях, когда предложение валюты слишком велико и нецелесообразно допускать сильного укрепления рубля, либо, наоборот, спрос на валюту слишком велик и нецелесообразно допускать резкого ослабления курса рубля. В первом случае ЦБ выкупал валюту с рынка и эмитировал рубли, во втором, наоборот,выкупал рубли,отдавая валюту из резервов. С 14 мая 2008 года проводилась также практика регулярных интервенций ЦБ внутри коридора
.
Изначально текущая корзина (0,55-0,45) двигалась в диапазоне плюс-минус 10 копеек. 26 июня 2007 года ЦБ провёл расширение коридора на 0,5 %, укрепив рубль к бивалютной корзине с уровня 29,93 до 29,78. Следующее расширение коридора последовало 9 августа 2007, когда корзина укрепилась с 29,76 к 29,67. С 25 сентября 2007 корзина держала нижнюю границу на уровнях около 29,6, а коридор составлял, соответственно, плюс-минус 40 копеек. 10 июня, 9 и 15 июля 2008 года ЦБ проводил ещё несколько расширений коридора, каждый раз на 10 копеек, что приводило к укреплению рубля.
Тем не менее, когда в сентябре-октябре 2008 года на фоне финансового кризиса баланс спроса-предложения валюты на бирже сместился в сторону существенного превышения спроса на валюту, а рубль стал ослабляться относительно корзины, ЦБ выбрал в качестве уровня поддержки не 30,70, что было бы логично в свете расширений 2008 года, а 30,40.
В ноябре-декабре 2008 последовала очередная серия расширений коридора, на этот раз на 30 коп. в каждую сторону, коридор расширялся 11, 24 и 28 ноября, 5, 11, 15 декабря 2008 года. 17, 18, 22, 24, 26 и 29 декабря также производились расширения, однако, официально не заявлены их размеры.
Январь 2009 года начался ещё одной серией расширений коридора, коридор был расширен 11, 12, 14, 15, 16, 19, 20 и 21 числа. 22-го числа было заявлено о расширении верхней границы коридора колебаний до 41 рубля, а также обозначена нижняя граница на уровне 26 рублей.
Минимальный уровень текущей корзины по официальным курсам был зафиксирован 5 августа 2008 года и составил 29,27, максимальный — 12 марта 2022 года, что составило 122.24.
Летом 2009 года диапазон колебаний бивалютной корзины был установлен в 3 рубля. На границах коридора ЦБ совершал операции купли-продажи валюты, при совершении сделок в объёме 700 млн $ коридор автоматически сдвигался на 5 коп. в соответствующую сторону. Таким образом, укрепление корзины на рубль увеличивало объём золото-валютных резервов примерно на 14 млрд $.
16 сентября 2011 года коридор колебаний бивалютной корзины был установлен в диапазоне 5 рублей от 32,15 до 37,15 рублей.
28 декабря 2011 года — 32,20—38,20 рубля
7 апреля 2012 года — 32,15—38,15 руб.
24 июля 2012 года — 31,65—38,65 руб
25 июня 2013 года — 31,70—38,70 руб.
16 октября 2014 года бивалютная корзина обновила максимум, дойдя до 46,0 рублей.
6 ноября стоимость бивалютной корзины поднялась выше 51 рубля
В 2013 году ЦБ начал раскрывать изменения границ коридора колебаний бивалютной корзины.
С 10 ноября 2014 года Российский Центробанк упразднил коридор бивалютной корзины и регулярные интервенции на границах указанного интервала и за его пределами.